# Stig Skoglund
Stig Evald Skoglund, född 21 oktober 1928 i Örgryte, död 30 januari 1986 i Danderyd, var en svensk dokumentärfilmare, filmproducent och produktionsledare.
Skoglund anställdes av Inge Ivarson i början av 1960-talet som produktionsledare och förblev därefter huvudsakligen verksam hos denne. Stig Skoglund är begravd på Kvibergs kyrkogård i Göteborg.

## Dolumentärfilmare
- 1969 – Brottningsringens kungar

## Producent
- 1975 – Champagnegalopp